# Canal Club
Canal Club était une chaîne de télé-achat du groupe Prisa TV.
Elle est lancée sur la TDT en remplacement de Promo TV (alors la chaîne gratuite de télé-achat de Sogecable) le 1er juin 2009.
Le 1er avril 2011, Canal Club est remplacé par La Tienda en Casa sur la TDT.

## Programmes
Canal Club est composée d'émissions pratiques, de télé-achat et autres.